# 大陈镇 (台州市)
大陈镇是浙江省台州市椒江区内唯一的行政建制镇，位于东部的台州列岛上，是个海岛镇。包括下大陈岛和上大陈岛（合称大陈岛）两个主岛，及一江山岛等其它属岛。
该镇原先的居民在1955年中華民國國軍撤退时已经全部迁至台湾，目前所居住人口是事后由台州大陆再次迁入的居民及后代。

## 辖区
该镇辖有以下地区：
沿港社区、卫星村、大沙头村、凤尾村、胜利村、南岙村和北岙村。

## 中国传统村落
2013年8月，大小浦村获批第二批中国传统村落。